# Spellbound (Alphonso Johnson)
| Recensione | Giudizio |
| ---------- | -------- |
| AllMusic   |          |

Spellbound è un album del bassista statunitense Alphonso Johnson, pubblicato dalla casa discografica Epic Records nell'ottobre del 1977.

## Tracce

### LP
Lato A
Musiche di Alphonso Johnson.
1. Summer Solstice (1st Movement) – 1:31
2. Follow Your Heart – 4:41
3. Bahama Mama – 4:07
4. Nomads – 4:57
5. Moonlight Conversations – 2:56

Lato B
Musiche di Alphonso Johnson.
1. Face Blaster – 4:13
2. Feelings Are...The Hardest Words to Say – 5:08
3. Earthtales Suite – 8:51

## Formazione
- Alphonso Johnson – stick elettrico, basso elettrico, 3/4 bass viol, basso elettrico custom fretless, steel pan, voce solista, cori, bass pedal synthesizer
- Pat Thrall – chitarra
- Clyde Criner – grand piano Steinway, sintetizzatore ARP 2600, sintetizzatore ARP Omni, Hohner clavinet D-6, pianoforte elettrico fender rhodes, sintetizzatore mini-moog
- Kevin Shireve – chitarra a dodici corde, chitarra elettrica a sei corde
- David Igelfeld – batteria, piatti, percussioni elettroniche, gong, campanelle a mano, campane a vento
- Michaela Carey e Bayeté – cori

Note aggiuntive
- Alphonso Johnson e Dennis MacKay – produttori (per la "Zembu Productions, Inc.")
- Jerry Shoenbaum – produttore esecutivo
- Registrazioni effettuate nel luglio e agosto del 1977 al "Cherokee Studios" di Los Angeles (California)
- Dennis MacKay – ingegnere delle registrazioni e del mixaggio
- George Tutko – assistente ingegnere delle registrazioni
- Mixaggio effettuato nell'agosto del 1977 al "Trident Studios" di Londra (Inghilterra)
- Neil H. Ross – assistente ingegnere del mixaggio
- Bill Imhoff – foto e design copertina album originale
- Dan Cytron – dipinto retrocopertina album originale [3]